# Ryse: Son of Rome
Ryse: Son of Rome ist ein Videospiel des deutschen Entwicklers Crytek, der u. a. bereits durch die Spiele Far Cry und Crysis bekannt ist. Der Titel erschien als Exklusivtitel zur Markteinführung für die Xbox One am 22. November 2013. Am 10. Oktober 2014 erschien es auch für PC. Es handelt sich dabei um ein Spiel nach dem Prinzip des Hack and Slash, das im antiken Rom angesiedelt ist. Es folgt dabei dem Leben des römischen Centurio mit dem Namen Marius Titus, der zu einem führenden Legionär der Armee aufsteigt.
Das Spiel wird mit dem Gamepad und via Kinect gesteuert, wobei die begleitende Legion mit Sprachbefehlen gesteuert wird. Es gibt neben der Einzelspielerkampagne einen kooperativen Mehrspielermodus, bei dem gemeinsame Aufgaben in einem Gladiatoren-Szenario bewältigt werden können. Beim deutschsprachigen Spielemagazin Gameswelt erhielt der Titel 7,5 von 10 Wertungspunkten. Bemängelt wurde u. a. der monotone Spielaufbau und die mangelnde Tiefe der Handlung, gelobt hingegen die qualitativ hochwertige Präsentation, das eingängige Kampfsystem und der kurzweilige Mehrspielermodus.
Im Dezember 2014 veröffentlichte Crytek einen Zusammenschnitt relevanter Film- und einiger Gameplaysequenzen als zweistündigen Film, in dem die gesamte Handlung des Spiels wiedergegeben wird.

## Handlung
Das Spiel beginnt mit Marius, der in Britannien stationiert ist, als ein Angriff auf sein Dorf stattfindet. Sein Vater, seine Mutter und seine Schwester werden getötet und Marius selbst wird schwer verletzt. Nachdem er sich von seinen Verletzungen erholt hat, tritt er in die römische Armee ein und wird in die Hauptstadt Rom versetzt.
In Rom wird Marius von Nero, einem römischen Senator, empfangen, der ihn als seine persönliche Leibgarde einstellt. Marius wird schnell zu einem hochrangigen Offizier befördert und kämpft in verschiedenen Schlachten gegen verschiedene Feinde des Römischen Reiches, einschließlich der Gallier und der Barbaren. Währenddessen hat Marius immer wieder Visionen von seiner Familie und sucht nach Hinweisen auf den Mörder seiner Familie.
Als Marius auf dem Weg zu einer Schlacht gegen die Barbaren ist, trifft er auf Vitallion, einen ehemaligen römischen Soldaten, der Marius erzählt, dass Nero hinter dem Mord an Marius’ Familie steckt. Vitallion erklärt, dass Nero den Mord befohlen hat, um die Gunst der Götter zu erlangen, die angeblich den Tod einer ganzen Familie fordern, um einem Mann Ruhm und Macht zu verleihen.
Marius ist am Boden zerstört und beschließt, Rache an Nero zu nehmen. Er plant einen Aufstand gegen Nero und bittet Vitallion um Hilfe. Vitallion organisiert ein Team von Rebellen, um Marius bei seinem Vorhaben zu unterstützen.
Marius und seine Rebellen übernehmen schließlich Neros Palast und töten ihn in einem Duell. Marius wird jedoch von einem giftigen Pfeil verwundet und stirbt kurz darauf. In seinen letzten Momenten hat Marius eine Vision von seiner Familie, die auf ihn wartet, um ihn ins Jenseits zu begleiten.